# Self Inflicted
Self Inflicted — четвертий студійний альбом американського дезкор-гурту Chelsea Grin, який вийшов 1 липня 2016 року. Перший альбом гурту без соло-гітариста Джейсона Річардсона, котрий покинув гурт 21 вересня 2015 року, а також перша робота гурту на лейблі Rise Records.

## Про альбом
Після випуску альбому Ashes to Ashes гурт із 2014 по 2015 гастролював по Європі та Австралії. 21 вересня 2015 року гурт покинув соло-гітарист Джейсон Річардсон, який вирішив сконцентруватись на сольному альбомі. Річардсона замінив гастрольний гітарист гурту Стівен Рутисхаузер. 12 грудня гурт випустив сингл «Skin Deep», який отримав досить позитивні відгуки від слухачів, однак було багато критики через те, що без Річардсона гурт втратив мелодійність. 4 травня 2016 року вийшов другий сингл «Clickbait», а також представлено обкладинку і список композицій альбому та оголошено дату релізу — 1 червня.

## Список композицій
| Tracks | Tracks                     | Tracks     |
| #      | Назва                      | Тривалість |
| ------ | -------------------------- | ---------- |
| 1.     | «Welcome Back»             | 2:59       |
| 2.     | «Four Horsemen»            | 3:05       |
| 3.     | «Love Song»                | 3:07       |
| 4.     | «Clickbait»                | 3:15       |
| 5.     | «Skin Deep»                | 3:28       |
| 6.     | «Scratching And Screaming» | 3:23       |
| 7.     | «Strung Out»               | 3:26       |
| 8.     | «Broken Bonds»             | 3:43       |
| 9.     | «Life Sentence»            | 3:12       |
| 10.    | «Never, Forever»           | 4:00       |
| 11.    | «Say Goodbye»              | 3:59       |
| 41:00  |                            |            |

## Учасники запису
- Алекс Коелен — вокал
- Ден Джонс — ритм-гітара
- Джейк Хармонд — ритм-гітара
- Девід Флінн — бас-гітара
- Пабло Віверос — вокал, барабани